# 吉姆·麦考特
吉姆·麦考特（英語：Jim McCourt，1944年1月24日—2023年6月19日），爱尔兰男子拳击运动员。他曾代表爱尔兰参加1964年和1968年夏季奥林匹克运动会拳击比赛，其中1964年奥运会获得一枚铜牌。